# ادوارد اودینتس

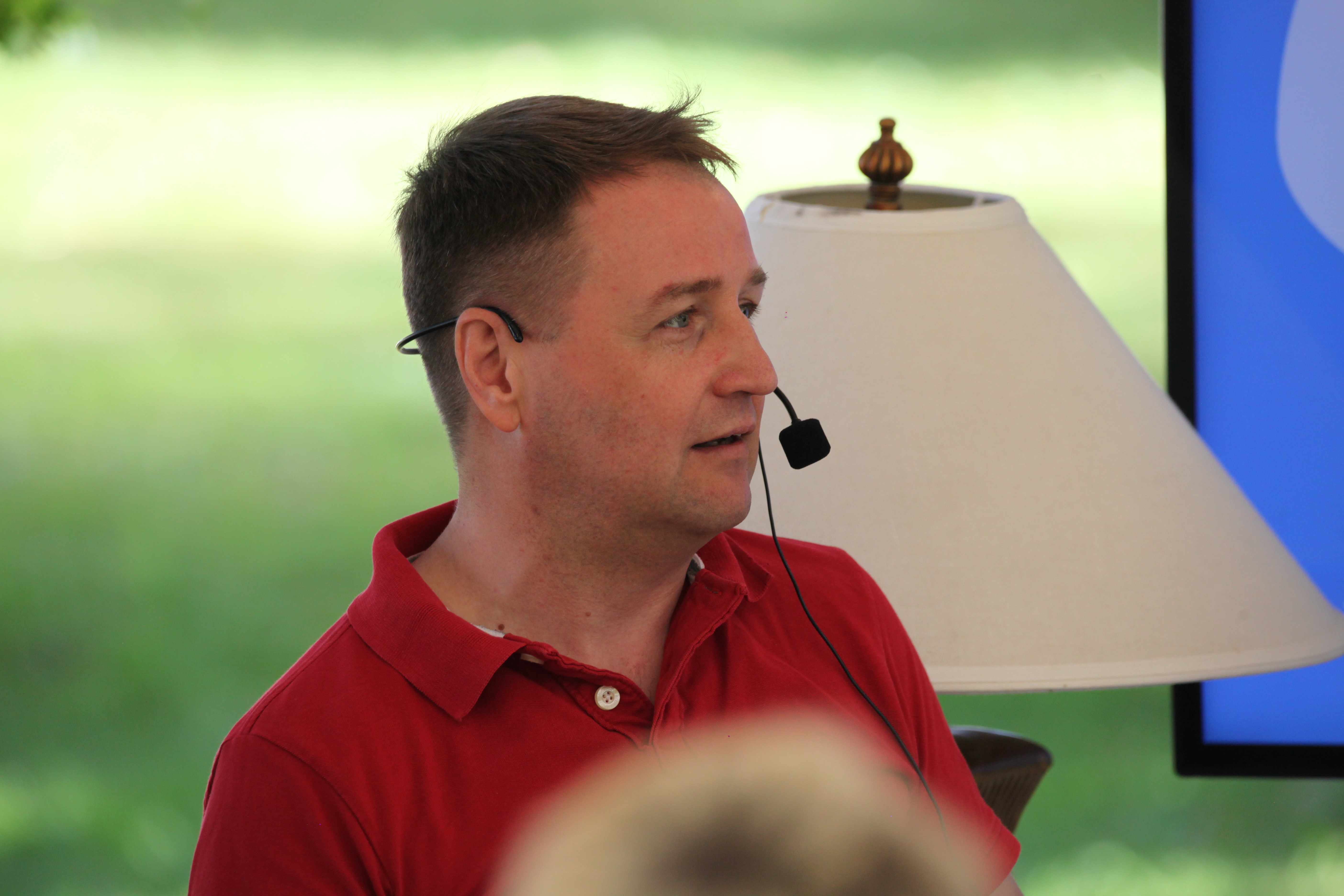
Eduard Odinets 2022

ادوارد اودینتس (استونیایی: Eduard Odinets؛ زادهٔ ۱ ژانویهٔ ۱۹۷۶) سیاستمدار و نماینده مجلس اهل استونی است.